# 橋本裕志
橋本裕志（日语：／ Hashimoto Hiroshi，1962年2月5日—），日本男編劇。出身於北海道。北海道旭川北高等學校、小樽商科大學畢業。

## 來歷
大學期間，橋本裕志活躍於話劇社所屬。他搬到東京並加入了孫家邦領導的劇團，在那裡他經荒戶源次郎介紹認識了浦澤義雄。1989年，憑藉《刺天衝Virgin Love！童言物語3》（萬代）作為編劇首次亮相。後來經浦澤介紹，他開始參與動畫的編劇和劇本統籌。自1998年的《庶務二課》以來，他的工作重點一直集中在電視劇、真人電影的製作上。

## 作品列表

### 動畫
粗體字表示劇本統籌作品。
1989年
- 亂馬½ (1989年版)

1990年
- 平成天才傻鵬（日语：平成天才バカボン）
- 奧特曼塗鴉 歡迎來到奧特曼國度！（日语：ウルトラマングラフィティ おいでよ!ウルトラの国）（OVA）

1991年
- 麵包超人
- 宇宙小超人 3000萬光年尋找母親（日语：ウルトラマンキッズ 母をたずねて3000万光年）（—1992年）

1992年
- 幽☆遊☆白書（—1995年）

1993年
- 忍者亂太郎（—1997年[注 1]）

1995年
- NINKU -忍空-（—1996年）

1996年
- 鬼太郎 (第4作)（—1998年）
- 熱鬥小馬[2]（—1997年）

1997年
- 靈異獵人
- 金田一少年之事件簿（—2000年）
- 烈火之炎[3]（—1998年）

1999年
- 微星小超人（日语：ミクロマン・マグネパワーズ）

2000年
- 學校怪談[4]（—2001年）
- ONE PIECE 番外篇

2001年
- PaRappa the Rapper（日语：パラッパラッパー）（—2002年）

2002年
- 猴王五九（日语：アソボット戦記五九）[注 2]（—2003年）

2003年
- 魔法少年賈修（—2006年）

### 電影
1989年
1992年
- 外科室（日语：外科室）

2000年
- 假面學園（日语：仮面学園）

2001年
- ONE PIECE 發條島的冒險

2002年
- ONE PIECE 珍獸島之喬巴王國

2004年
- 魔法少年賈修：第101個魔物

2008年
- 應援少女

2009年
- 守護天使（日语：守護天使 (小説)#映画）

2011年
- 星守之犬

2014年
- 羅馬浴場II

2015年
- 墊底辣妹

2018年
- 犬屋敷
- 三更半夜居然要吃香蕉（日语：こんな夜更けにバナナかよ 筋ジス・鹿野靖明とボランティアたち）

2021年
- 接棒家族

2022年
- 月之圓缺（日语：月の満ち欠け (小説)#映画）

### 電視劇
富士電視台
- 庶務二課系列（1998年、2000年、2002年）
- 歡樂主婦妙芳鄰（日语：板橋マダムス）（1998年）
- 熱烈的中華飯店（2003年）
- 世界奇妙物語「超稅金對策殺人事件」（2003年）
- 水男孩系列（2003年、2004年、2005年）
- 再會（日语：再会 (横関大)#テレビドラマ）（2012年）
- 女信長（2013年）
- 風險之神（2015年）

TBS
- M的悲劇（日语：Mの悲劇 (2005年のテレビドラマ)）（2005年）
- 華麗一族（2007年）
- 特急田中3號（日语：特急田中3号）（2007年）
- 官僚們的夏天（2009年）
- 獸醫杜立德（2010年）
- 命運之人（2012年）
- 破案蜥蜴（2013年）
- LEADERS 領導者們（2014年）
- 紅十字女護士（2015年）
- 日本沉沒 -希望的人-（2021年）[5]

朝日電視台
- 熟年離婚（日语：熟年離婚）（2005年）
- Untouchable ～事件記者鳴海遼子～（2009年）
- 死神君（2014年）
- 就活家族 ～一定會順利的～（2017年）[6]
- 成人高中（日语：オトナ高校）（2017年）[7][8]
- Legal V ～前律師小鳥遊翔子～（2018年）
- 空中女孩（2021年）
- 言靈莊（2021年）
- Sky Castle（2024年）

其它電視台
- 天使消失的街道（日语：天使が消えた街）（2000年，日本電視台）

### 網路電視劇
- 成人高中 Episode 0（日语：オトナ高校#エピソード）（2017年，AbemaTV）

## 獲獎紀錄
- 1998年
  - 第17屆日劇學院獎編劇獎（與高橋留美共同）（《庶務二課》）
- 2022年
  - 第30屆橋田獎（《空中女孩》、《日本沉沒 -希望之人-》）[9]

## 腳註